# Коробожа
Коробожа (Карабожа) — озеро на востоке Новгородской области, расположенное на территории Мошенского района. Принадлежит к бассейну Невы.
Расположено в 13 километрах к северо-западу от села Мошенское. Находится на высоте 144 метра над уровнем моря. Состоит из двух частей, соединённых нешироким проливом. Площадь водной поверхности — 6,4 км². Объём воды — 0,0205 км³. Средняя глубина — 3,6 м, максимальная — 19 м.
В северо-западную часть озера впадает река Удина; с запада и востока впадают мелкие ручьи. Из юго-восточной части Коробожи вытекает река Уверь (приток Мсты). Площадь водосбора озера составляет 1030 км².
Окружено лесами и болотами. Вдоль западного побережья проходит просёлочная дорога. На берегу озера расположены деревни Матвеево, Чирково и Устрека.
Код водного объекта в государственно водном реестре — 01040200211102000021672.
На истоке реки Уверь из озера Коробожа (около села Устрека), в Смутное время, весной 1613 года отряды русского ополчения под командованием князя Симеона Прозоровского и Леонтия Вельяминова, разбили шведов. «Бысть сеча зла и побежа проклятые немцы…. и мнози от них побиении быже».